# Поведенческа терапия
Поведенческата терапия е психотерапевтичен метод, основан на законите и принципите на ученето, по-конкретно на законите на кондиционирането, който цели заместване на неадекватните нагласи с други, по-добре адаптирани. Поведенческата терапия произлиза от изследванията на Иван Павлов и на бихейвиоризма. Тя представлява една кохерентна система, чийто крайъгълен камък е понятието подкрепление. Невротичните симптоми (фобия, тик, енуреза) се разглеждат като „заучено“, но неадаптирано поведение, следователно, трябва да бъдат положени усилия за заместването му с по-добре приспособена реакция. Например, социално потиснат субект трябва да упражнява утвърждаването си пред другите, да изразява и контролира агресивността си. Друга форма на поведенческа терапия е „негативната практика“. В този случай трябва да се повтаря интензивно и с участие на волята поведението, което искаме да се премахне, например даден тик. Други техники прибягват до предизвикване на отвращение, на страх и на тревожност или използват положителното подкрепление (възнаграждение).